# Алисейко, Дмитрий Александрович
Дми́трий Алекса́ндрович Алисе́йко (бел. Дзмітрый Аляксандравіч Алісейка; род. 28 августа 1992, Бобруйск, Могилёвская область) — белорусский футболист, защитник. Выступал в сборной Беларуси.

## Клубная карьера
Воспитанник бобруйской СДЮШОР-5 (первый тренер — Александр Анатольевич Бжузак), учился в РГУОР, долгое время выступал за дубль минского «Динамо». Дважды становился чемпионом Беларуси среди дублирующих команд — в 2009 и 2010 годах. В основе клуба так и не дебютировал.
Сезон 2012 провёл в аренде в жодинском «Торпедо-БелАЗ». Играл за дубль, за основную команду провел только один матч. В марте 2013 перешёл в гродненский «Неман». В гродненском клубе стал чаще появляться на поле, хотя обычно выходил только в конце матча.
В марте 2014 был отдан в аренду в «Слуцк». Дебютный гол забил своей бывшей команде «Торпедо-БелАЗ» (2:1), в 22-м туре оформил дубль в ворота могилёвского «Днепра» (2:0). По окончании сезона «Слуцк» выкупил контракт защитника за шесть тысяч евро, заключив с игроком соглашение сроком на два года. В этом сезоне Алисейко провёл 27 матчей, забил пять мячей во всех турнирах (четыре из которых — со штрафных ударов), выходя преимущественно на правом фланге защиты. В сезоне 2015 отыграл 26 матчей, забил один гол. В сезоне 2016 выходил на поле в 23 матчах, в которых отличился два раза. В июле был признан лучшим игроком месяца по мнению болельщиков команды (разделил это звание с Игорем Бобко). В марте 2017 года вошёл число лучших игроков «Слуцка» XXI века.
В конце 2016 года интерес к игроку проявляли «Неман», «Торпедо-БелАЗ», «Гомель» и итальянский клуб «Виртус Энтелла», однако сам футболист подписал трёхлетний контракт с клубом «Динамо-Брест». Дебютировал в матче первого тура против «Минска» (2:2). Дебютный гол забил в матче 15-го тура против «Гомеля» (3:0). Во второй половине сезона стал реже появляться на поле, проиграв конкуренцию за правый фланг Олегу Веретило. Чаще оставался на скамейке запасных или выходил на непрофильные позиции — на левый фланг обороны и в центр. По итогам сезона вместе с командой стал обладателем Кубка Беларуси. Перед началом сезона 2018 игрок и клуб расторгли контракт по обоюдному согласию.
14 февраля 2018 года Алисейко перешёл в «Ислочь». Всего в сезоне сыграл в 23 матчах, в которых отметился тремя голевыми передачами. По его окончании не стал продлевать соглашение с клубом и покинул «Ислочь». В январе 2019 года подписал контракт с клубом «Химки», выступающим в ФНЛ. Дебютировал в мачте 26-го тура против «Сибири» (1:1). В первом сезоне за клуб сыграл в 12 матчах, результативными действиями не отметился. Сезон 2019/20 начал на скамейке запасных, сыграл лишь в двух матчах (провёл на поле суммарно четыре минуты), а затем покинул команду.
В августе 2019 года стал игроком «Торпедо-БелАЗ». В сезоне 2019 являлся игроком стартового состава, а в сезоне 2020 преимущественно оставался на скамейке запасных. В январе 2021 года по окончании контракта покинул клуб. В конце января 2021 года стал тренироваться с «Минском» и в феврале подписал контракт со столичным клубом. В сезоне 2021 провёл за клуб 18 матчей, забил два гола. В декабре покинул команду. В январе 2022 года находился на просмотре в «Торпедо-БелАЗ». В марте стал игроком «Островца». Дебютировал за клуб 9 апреля 2022 года в матче против «Молодечно-2018» (3:0). Первый гол за клуб забил 30 апреля 2022 года в матче против гомельского «Локомотива» (3:3). В сезоне 2022 сыграл в 24 матчах, в которых забил три мяча. В декабре 2022 года покинул команду.
В середине января 2023 года игрок всё ещё находился в стане «Островца», посещая тренировки команды. В марте 2023 года продлил контракт с клубом. За 28 матчей сезона 2023 отличился пятью забитыми голами и тремя голевыми передачами. По результатам голосования болельщиков занял третье место в номинации «Лучший игрок команды в сезоне-2023», уступив Владиславу Яцкевичу, Дмитрию Герману и Кириллу Гончарику.
В январе 2024 года футболист покинул клуб и стал игроком «Днепр-Могилёв». Дебютировал за клуб 15 марта 2024 года в игре против Мозырской Славии. Первым результативным действием Дмитрий отметился в Матче 14 тура Высшей лиги против Ислочи (1:1), отдав голевую передачу на Майкла Огболе, который своим голом прервал серию из 5 поражений у Днепра.

## Карьера в сборной
Выступал за молодёжную сборную Беларуси. Дебют за национальную сборную Беларуси состоялся 1 июня 2017 года в товарищеском матче против Швейцарии, в котором Алисейко играл на позиции левого защитника; в матчах с Болгарией и Новой Зеландией (сыграл 19 минут) — отвечал за правый фланг обороны.

## Личная жизнь
19 сентября 2014 года у Дмитрия родилась дочь Валерия. Своим футбольным кумиром считает Криштиану Роналду.

## Статистика выступлений

### Клубная статистика
| Выступление      | Выступление      | Выступление      | Чемпионат | Чемпионат | Кубки | Кубки | Еврокубки | Еврокубки | Итого | Итого |
| Клуб             | Лига             | Сезон            | Игры      | Голы      | Игры  | Голы  | Игры      | Голы      | Игры  | Голы  |
| ---------------- | ---------------- | ---------------- | --------- | --------- | ----- | ----- | --------- | --------- | ----- | ----- |
| → Торпедо-БелАЗ  | Высшая лига      | 2012             | 1         | 0         | 0     | 0     | 0         | 0         | 1     | 0     |
| → Торпедо-БелАЗ  | Итого            | Итого            | 1         | 0         | 0     | 0     | 0         | 0         | 1     | 0     |
| Неман (Гродно)   | Высшая лига      | 2013             | 15        | 0         | 1     | 0     | 0         | 0         | 16    | 0     |
| Неман (Гродно)   | Итого            | Итого            | 15        | 0         | 1     | 0     | 0         | 0         | 16    | 0     |
| → Слуцк          | Высшая лига      | 2014             | 27        | 5         | 2     | 0     | 0         | 0         | 29    | 5     |
| → Слуцк          | Итого            | Итого            | 27        | 5         | 2     | 0     | 0         | 0         | 29    | 5     |
| Слуцк            | Высшая лига      | 2015             | 26        | 1         | 4     | 1     | 0         | 0         | 30    | 2     |
| Слуцк            | Высшая лига      | 2016             | 23        | 2         | 4     | 2     | 0         | 0         | 27    | 4     |
| Слуцк            | Итого            | Итого            | 49        | 3         | 8     | 3     | 0         | 0         | 57    | 6     |
| Динамо-Брест     | Высшая лига      | 2017             | 19        | 2         | 6     | 0     | 1         | 0         | 26    | 2     |
| Динамо-Брест     | Итого            | Итого            | 19        | 2         | 6     | 0     | 1         | 0         | 26    | 2     |
| Ислочь           | Высшая лига      | 2018             | 21        | 0         | 2     | 0     | 0         | 0         | 23    | 0     |
| Ислочь           | Итого            | Итого            | 21        | 0         | 2     | 0     | 0         | 0         | 23    | 0     |
| Химки            | Первая лига      | 2018/19          | 12        | 0         | 0     | 0     | 0         | 0         | 12    | 0     |
| Химки            | Первая лига      | 2019/20          | 2         | 0         | 0     | 0     | 0         | 0         | 2     | 0     |
| Химки            | Итого            | Итого            | 14        | 0         | 0     | 0     | 0         | 0         | 14    | 0     |
| Торпедо-БелАЗ    | Высшая лига      | 2019             | 10        | 0         | 0     | 0     | 0         | 0         | 10    | 0     |
| Торпедо-БелАЗ    | Высшая лига      | 2020             | 6         | 0         | 2     | 0     | 0         | 0         | 8     | 0     |
| Торпедо-БелАЗ    | Итого            | Итого            | 16        | 0         | 2     | 0     | 0         | 0         | 18    | 0     |
| Минск            | Высшая лига      | 2021             | 18        | 2         | 3     | 0     | 0         | 0         | 21    | 2     |
| Минск            | Итого            | Итого            | 18        | 2         | 3     | 0     | 0         | 0         | 21    | 2     |
| Островец         | Первая лига      | 2022             | 24        | 3         | 1     | 0     | 0         | 0         | 25    | 3     |
| Островец         | Первая лига      | 2023             | 28        | 5         | 1     | 0     | 0         | 0         | 29    | 5     |
| Островец         | Итого            | Итого            | 52        | 8         | 2     | 0     | 0         | 0         | 54    | 8     |
| Всего за карьеру | Всего за карьеру | Всего за карьеру | 232       | 20        | 26    | 3     | 1         | 0         | 259   | 23    |

1. ↑  Кубок Беларуси, Кубок России.
2. ↑  Лига Европы УЕФА.

### Список матчей за сборную
| Матчи Дмитрия Алисейко за национальную сборную Беларуси | Матчи Дмитрия Алисейко за национальную сборную Беларуси | Матчи Дмитрия Алисейко за национальную сборную Беларуси | Матчи Дмитрия Алисейко за национальную сборную Беларуси | Матчи Дмитрия Алисейко за национальную сборную Беларуси | Матчи Дмитрия Алисейко за национальную сборную Беларуси | Матчи Дмитрия Алисейко за национальную сборную Беларуси | Матчи Дмитрия Алисейко за национальную сборную Беларуси |
| №                                                       | Дата                                                    | Соперник                                                | Счёт                                                    | Голы                                                    | Карточки                                                | Минуты                                                  | Соревнование                                            |
| ------------------------------------------------------- | ------------------------------------------------------- | ------------------------------------------------------- | ------------------------------------------------------- | ------------------------------------------------------- | ------------------------------------------------------- | ------------------------------------------------------- | ------------------------------------------------------- |
| 1                                                       | 1 июня 2017                                             | Швейцария                                               | 0:1                                                     | —                                                       | —                                                       | 46'                                                     | Товарищеский матч                                       |
| 2                                                       | 9 июня 2017                                             | Болгария                                                | 2:1                                                     | —                                                       | 51'                                                     | 90'                                                     | Отборочные матчи ЧМ-2018                                |
| 3                                                       | 12 июня 2017                                            | Новая Зеландия                                          | 1:0                                                     | —                                                       | —                                                       | 71'                                                     | Товарищеский матч                                       |
| 4                                                       | 31 августа 2017                                         | Люксембург                                              | 0:1                                                     | —                                                       | —                                                       | 90'                                                     | Отборочные матчи ЧМ-2018                                |

Итого: 4 матча / 0 голов; 2 победы, 0 ничьих, 2 поражения.